# Budschak (Bolhrad)
Budschak (ukrainisch Буджак; russisch Бородино, rumänisch Bărădin) ist eine Siedlung städtischen Typs in der ukrainischen Oblast Odessa mit etwa 1800 Einwohnern (ehemals Borodino).
Die Siedlung befindet sich westlich von Odessa im Rajon Bolhrad, nahe der nördlich verlaufenden Grenze zur Republik Moldau. Borodino liegt am Fluss Saka (deutsch Sak) zwölf Kilometer nördlich von Soborne am Nordrand der südbessarabischen Steppe.

## Geschichte
Der Ort lag unter dem ehemaligen Namen Borodino in der historischen Landschaft Bessarabien. Das Gebiet von Bessarabien kam 1812 im Frieden von Bukarest vom osmanischen Vasallenstaat Fürstentum Moldau zusammen mit dem Budschak an das Russische Kaiserreich. Die Neuerwerbung wurde als Kolonisationsgebiet behandelt und zunächst dem Generalgouverneur von Neurussland zugeordnet. Zar Alexander I. rief in einem Manifest von 1813 deutsche Kolonisten ins Land, um die neu gewonnenen Steppengebiete in Neurussland zu kolonisieren. Hier gründeten 1814 deutsche Auswanderer Borodino als Dorf Nummer 1. Der Ort gehört zu den 24 bessarabiendeutschen Mutterkolonien. Sie wurden von Einwanderern gegründet, während Tochterkolonien später von Bewohnern der Mutterkolonien gegründet wurden. Bei den Auswanderern, die sich hier 1814 niederließen, handelte es sich um 100 deutsche Familien.
Der ursprüngliche Ortsname „Sak“ leitete sich von dem Fluss ab, an dem die Siedlung gegründet wurde. Danach wurde er kurzzeitig auch zu Ehren des russischen Zaren „Alexander“ genannt, bekam aber schnell seinen späteren Namen Borodino, der auf die Schlacht bei Borodino hinweist. Auf Weisung der russischen Ansiedlungsbehörde wurden viele neu gegründete Siedlungen nach Orten von siegreichen Schlachten während Napoleons Russlandfeldzug 1812 benannt.
Borodino war bis 1940 eine Siedlung mit überwiegend deutschen Bewohnern. Von der Siedlungsgründung bis 1940 wuchs der Ort auf rund 2700 Personen an. Borodino gehörte wie ganz Bessarabien bis zum Jahre 1917 dem russischen Zarenreich an. Nach dem Ersten Weltkrieg war es rumänisches Staatsgebiet. Nach der sowjetischen Besetzung Bessarabiens im Sommer 1940, gedeckt vom Hitler-Stalin-Pakt, schlossen sich die bessarabiendeutschen Ortsbewohner im Herbst 1940 der Umsiedlung ins Deutsche Reich unter dem Motto Heim ins Reich an. Ab dem Jahre 1944 (und kurzzeitig 1940 bis 1941) gehörte der Ort zur Sowjetunion, und seit deren Zerfall 1991 ist es heute ukrainisches Staatsgebiet. Seit 1961 ist der Ort eine Siedlung städtischen Typs.

## Verwaltungsgliederung
Am 12. Juni 2020 wurde die Siedlung zum Zentrum der neugegründeten Siedlungsgemeinde Borodino (Бородінська селищна громада/Borodinska selyschtschna hromada), zu dieser zählen auch noch die 33 in der untenstehenden Tabelle angeführten Dörfer, bis dahin bildete sie die gleichnamige Siedlungsratsgemeinde Borodino (Бородінська селищна рада/Borodinska selyschtschna rada) im Zentrum des Rajons Tarutyne.
Seit dem 17. Juli 2020 ist sie ein Teil des Rajons Bolhrad.
Folgende Orte sind neben dem Hauptort Borodino Teil der Gemeinde:
| Name                     | Name             | Name                                    | Name                            |
| ukrainisch transkribiert | ukrainisch       | russisch                                | rumänisch                       |
| ------------------------ | ---------------- | --------------------------------------- | ------------------------------- |
| Blahodatne               | Благодатне       | Благодатное (Blahodatnoje)              | Căpriori                        |
| Bohdaniwka               | Богданівка       | Богдановка (Bohdanowka)                 | Bogdan-Hajdeu                   |
| Bulatiwka                | Булатівка        | Булатовка (Bulatowka)                   | Bulațeni                        |
| Hanniwka                 | Ганнівка         | Ганновка (Gannowka)                     | Hănești                         |
| Hanniwka                 | Ганнівка         | Ганновка (Gannowka)                     | Inculițeni                      |
| Iwantschanka             | Іванчанка        | Иванчанка                               | Ivanov                          |
| Jelysawetiwka            | Єлизаветівка     | Елизаветовка (Jelisawetowka)            | Gura Văilor                     |
| Jelysawetiwka            | Єлизаветівка     | Елизаветовка (Jelisawetowka)            | Cogălniceanu                    |
| Jewheniwka               | Євгенівка        | Евгеневка (Jewgenewka)                  | Evghenița                       |
| Jurjiwka                 | Юр'ївка          | Юрьевка (Jurjewka)                      | Răileni (Reulingen)             |
| Kroliwka                 | Кролівка         | Кролевка (Krolewka)                     | Gheorghieni-Nou                 |
| Lambriwka                | Ламбрівка        | Ламбровка (Lambrowka)                   | Gofmana                         |
| Lisne                    | Лісне            | Лесное (Lesnoje)                        | Manzâr                          |
| Matyldiwka               | Матильдівка      | Матильдовка (Matildowka)                | Sărăţica                        |
| Mykolajiwka              | Миколаївка       | Николаевка (Nikolajewka)                | Nicolaeni                       |
| Nadritschne              | Надрічне         | Надречное (Nadretschnoje)               | Cioara-Murza                    |
| Nowe Tarutyne            | Нове Тарутине    | Новое Тарутино (Nowoje Tarutino)        | Tarutino Nou (Neu-Tarutino)     |
| Nowoseliwka              | Новоселівка      | Новоселовка (Nowoselowka)               | Inculițeni Noui                 |
| Nowosilka                | Новосілка        | Новосёлка (Nowosjolka)                  | Sărățica Noua                   |
| Nowoukrajinka            | Новоукраїнка     | Новоукраинка (Nowoukrainka)             | Colbarâș                        |
| Oleksijiwka              | Олексіївка       | Алексеевка (Alexejewka)                 | Fântânele                       |
| Peremoha                 | Перемога         | Перемога (Peremoga)                     | Peremoga                        |
| Petriwka                 | Петрівка         | Петровка (Petrowka)                     | Ceaga                           |
| Pidhirne                 | Підгірне         | Подгорное (Podgornoje)                  | Cantemir Vechi                  |
| Platschynda              | Плачинда         | Плачинда (Platschinda)                  | Plăcinta                        |
| Riwne                    | Рівне            | Ровное (Rownoje)                        | Arsa-Bulgară                    |
| Rosa                     | Роза             | Роза                                    | Luxemburg (Hoffmannsfeld)       |
| Skrywaniwka              | Скриванівка      | Скривановка (Skriwanowka)               | Gheorghieni-Vechi               |
| Tscherwone               | Червоне          | Червоное (Tscherwonoje)                 | Voevodul-Mihail                 |
| Wessela Dolyna           | Весела Долина    | Весёлая Долина (Wessjolaja Dolina)      | Cleastitz, Cleaşniţa (Klöstitz) |
| Wolodymyriwka            | Володимирівка    | Владимировка (Wladimirowka)             | Arsa-Germană                    |
| Wosnessenka Druha        | Вознесенка Друга | Вознесенка Вторая (Wosnessenka Wtoraja) | Vozneseni, Vozneşeni            |
| Wyssotschanske           | Височанське      | Высочанское (Wyssotschanskoje)          | Lac                             |